# 100 anos do Movimento Pentecostal (DVD)
100 anos do Movimento Pentecostal é o álbum de vídeo comemorativo do centenário da Assembleia de Deus no Brasil, lançado pela gravadora Sony Music Gospel.
Contém a participação principal da cantoras Elaine de Jesus, Damares, Lauriete e Cassiane; junto com as participações especiais de Brenda, Danielle Cristina, Jairinho Manhães e Marcelo Aguiar.
O local de gravação foi na Assembléia de Deus em Nova Iguaçu, no Rio de Janeiro; Mais de 5 mil pessoas foram a gravação do DVD, o disco foi lançado na Expocristã de 2012.

## Faixas
1. "Abertura/A Mensagem da Cruz" - Todos
2. "Cantar é Viver" - Jairinho Manhães
3. "É Demais" - Elaine de Jesus
4. "Pode Ser Você" - Elaine de Jesus
5. "Toque Nele" - Marcelo Aguiar
6. "Vou Profetizar" - Lauriete
7. "Palavras" - Lauriete
8. "Me dá poder de Filho" - Brenda
9. "Deus Tu És Santo" - Danielle Cristina
10. "Unção de Deus" - Cassiane
11. "Todo Poderoso" - Cassiane
12. "De Repente" - Damares
13. "Um Novo Vencedor" - Damares
14. "Medley: Sabor de Mel, Terremoto santo, Deus dos Deuses e Minha Bênção" - Damares, Elaine de Jesus, Lauriete, Cassiane
15. "Rude Cruz" - Todos